# Brain Salad Surgery
Brain Salad Surgery četvrti je studijski album engleskog progresivnog rock sastava Emerson, Lake & Palmer. Njegova diskografska kuća Manticore Records objavila ga je 19. studenoga 1973., a distribuirao ga je Atlantic Records.
Nakon turneje kojom je podržala posljednji uradak Trilogy (iz 1972.), skupina je počela raditi na novim pjesmama u kojima su spajali elemente klasične glazbe i rocka. U ožujku 1973. osnovala je i vlastitu diskografsku kuću Manticore Records. Uradak je sniman od lipnja do rujna u studijima Olympic i Advision Studios, a miksan je u listopadu 1973. u londonskom AIR Studiosu. Kao što je bio slučaj sa svim prijašnjim uradcima, producent albuma jest Greg Lake. Naslovnicu albuma dizajnirao je H. R. Giger.
Nakon objave kritike su bile podijeljene, ali su s vremenom postale uglavnom pozitivne. Tim je albumom nastavljen komercijalni uspjeh sastava; pojavio se na drugom mjestu britanske glazbene ljestvice albuma i 11. mjestu američke ljestvice Billboard 200, a na kraju je u objema državama dostigao zlatnu nakladu. Kako bi podržao objavu albuma, trojac je otišao na najveću svjetsku turneju do danas, a nastupio je i kao glavni izvođač na festivalu California Jam.

## Pozadina
Nakon objave trećeg albuma Trilogy u srpnju 1972. skupina je otišla na europsku i američku turneju i nastupila u rasprodanim koncertnim dvoranama. Do 1973. Emerson, Lake & Palmer postala je komercijalno uspješna skupina u Ujedinjenom Kraljevstvu i Sjedinjenim Državama.
Sastav je bio razočaran izdavačem Atlantic Records jer nije dovoljno uključen u njegov rad. U siječnju 1973. Keith Emerson, Greg Lake, Carl Palmer i njihov menadžer Stewart Young odlučili su osnovati vlastitu diskografsku kuću. Zajedno su kupili napuštenu kinodvoranu u Fulhamu u Zapadnom Londonu i prenamijenili je u sobu za probe i sjedište tvrtke, naknadno nazvano Manticore Records. Lake je izjavio: "Uspostavili smo Manticore kako bismo rad na albumu učinili što boljim. Također smo bili svjesni nekoliko glazbenika koji su s teškoćom objavljivali glazbu i dobivali ugovore za objavu albuma." Članovi sastava znali su da neće imati dovoljno vremena za upravljanje tvrtkom, pa je Mario Medious, Atlanticov promotor koji je radio s Emerson, Lake & Palmerom od njegova debitantskog albuma, u travnju 1973. postao predsjednik Manticore Recordsa. Atlantic je bio zadužen za distribuciju.

## O albumu
Emerson, Lake & Palmer počeo je raditi na novim pjesmama krajem 1972. Lake je u jednom intervjuu izjavio da je prethodni uradak Trilogy snimljen uz pomoć snimača s 24 kanala i da se na njemu nalazi toliko presnimljenih dijelova da bi glazbu bilo prilično teško izvesti na koncertu. Članovi sastava zbog toga su odlučili snimiti album čije bi pjesme mogli izvesti uživo. U sobi za probu mogli su svirati uživo, pisati pjesme, zatim ponovo svirati uživo i opet pisati, zbog čega su se osjećali kao da se obraćaju publici; na to su aludirali u stihu "Welcome back, my friends, to the show that never ends..." ("Dobro nam došli natrag, prijatelji moji, na predstavu što zauvijek traje i nikad ne stoji...") koji se pojavljuje u pjesmi "Karn Evil 9: First Impression, Part 2".

### Pisanje pjesama
Krajem 1972. i početkom 1973. skupina je počela pisati prve dvije pjesme za album. Jedna od njih bila je prvi stavak glavne skladbe "Karn Evil 9", dok je druga prilagodba četvrtog stavka Koncerta za klavir br. 1 Alberta Ginastere.
"Karn Evil 9", koja traje gotovo 30 minuta, sastoji se od tri stavka (na albumu se zovu "impresije"). Zbog vremenskog ograničenja prvi je stavak podijeljen na dva dijela; prvi se dio pojavio na prvoj, a drugi na drugoj strani gramofonske ploče. Iako je i na izvornom CD-u koji je 1986. objavio Atlantic Records taj stavak podijeljen na dva dijela, na naknadnim je izdanjima spojen u jednu cjelinu. Svu je glazbu skladao Emerson i može je se opisati futurističkim spojem elemenata klasične glazbe i rocka. Sa strukturnog gledišta prvi i treći stavak odvaja dulja instrumentalna dionica, premda je cijela skladba na početku bila zamišljena kao instrumentalno djelo. Sav je tekst koji se pojavljuje u prvom stavku napisao Lake. Pri pisanju teksta za treći stavak pomagao mu je tekstopisac Pete Sinfield, s kojim je radio dok je još bio član skupine King Crimson. Sinfield je planirao objaviti samostalni album i zamolio je Lakea da ga objavi pod Manticoreovom licencijom. Lake je pristao i usto mu predložio da idućem albumu pridonese tekstovima. Sinfield je izjavio: "Napola sam dovršio samostalni album kad me Greg nazvao i rekao mi da ga Manticore želi objaviti. Kvaka je bila u tome da sam trebao sudjelovati u pisanju teksta za dugu skladbu na kojoj je tad radio.". Tema tog djela jest borba umjetne i prirodne inteligencije, a završava pobjedom računala nad čovjekom koji ga je izmislio. Emerson ga je u početku nazvao "Ganton 9" po izmišljenom planetu na koji su poslani svi oblici zla i dekadencije. Međutim, Sinfield je smatrao da Emersonova skladba zvuči poput kakva karnevala, pa ju je nazvao "Karn Evil 9".
Najpoznatiji dio "Karn Evil 9" jest drugi dio prvog stavka u kojem se nalazi stih "Welcome back, my friends, to the show that never ends...", koji je naknadno izabran za naslov drugog koncertnog albuma skupine.
Emerson je još početkom 1971. razmišljao o snimanju inačice četvrtog stavka ("Toccata concertata") Ginasterina prvog Klavirskog koncerta. Tu je tokatu prvi put čuo kad je bio član skupine The Nice i "glazba ga je odmah dirnula". Nije razmišljao o tome da bi s Lakeom i Palmerom mogao odsvirati tu skladbu dok Palmer nije predložio uvrštavanje bubnjarske solodionice u glavni dio kakve skladbe. Kad mu je Emerson odsvirao tokatu, Palmeru se svidjela, pa ju je cijela grupa počela uvježbavati. Međutim, probe su bile naporne jer Lake nije znao čitati note, a Palmer nije znao kako partituru napisanu za klavir prilagoditi bubnjevima.
I "Karn Evil 9: 1st Impression" i "Toccata" uvrštene su u popis pjesama za izvedbu na europskoj turneji koja je počela krajem ožujka 1973. U to je vrijeme publici predstavljena nova poluakustična skladba "Still....You Turn Me On". Njezin je jedini autor Lake, a općenito se smatra da je nastala da bi se uravnotežio sadržaj albuma, na kojem dominiraju agresivne skladbe. Skupina je poslije na album odlučila uvrstiti i prilagođenu inačicu himne "Jerusalem" Huberta Parryja, čiji je tekst preuzet iz epa Milton Williama Blakea. Posljednja skladba uvrštena na album jest klavirska pjesma "Benny the Bouncer" koju je skladao Emerson, a čiji su tekst napisali Lake i Sinfield.
Kad se snimanje albuma približilo kraju, napisane su tri pjesme objavljene nešto poslije: instrumentalna skladba "When the Apple Blossoms Bloom in the Windmills of Your Mind I'll Be Your Valentine", čije je autorstvo pripisano svim članovima grupe, "Tiger in a Spotlight" i naslovna pjesma – obje je skladao Emerson, a stihove su napisali Lake i Sinfield. Brain Salad Surgery prvi je album na kojem Palmeru nisu pripisane autorske zasluge (uz iznimku bubnjarske solodionice na skladbi "Toccata"), ali ga ipak smatra svojim omiljenim albumom sastava.

### Snimanje
Snimanje je počelo u lipnju 1973. u Olympic Studiosu u londonskom Barnesu. Lake je, kao što je bio slučaj i na prijašnjim uradcima, bio producent, a Chris Kimsey bio je ton-majstor. Jedina skladba snimljena u Olympicu jest prvi stavak skladbe "Karn Evil 9". Nakon još jednog razdoblja pisanja pjesama rad nastavili su raditi na albumu u kolovozu u Advision Studiosu u londonskoj Fitzroviji, gdje je ton-majstor bio Geoff Young. Drugi i treći stavak skladbe "Karn Evil 9" snimljeni su početkom tog mjeseca (treći je stavak prva pjesma snimljena u tom studiju). Emerson je autor ubrzana i izmijenjena glasa muze u drugom stavku i 'računalna' glasa u trećem stavku; to su njegovi jedini vokalni doprinosi u diskografiji sastava. Da bi mu glas zvučao poput računalnog, poslužio se Moogovim prstenastim modulatorom.
Iako je skupina svirala inačicu Ginasterine tokate tijekom europske turneje od ožujka do travnja 1973., u skladbu je uvrstila još nekoliko dijelova prije nego što ju je snimila. Palmer je skladao dionicu za udaraljke tijekom koje je rabio osam posebno osmišljenih sintesajzera koji imitiraju zvuk bubnjeva. Taj je "atmosferični", elektronički dio uvršten u srednji dio tokate. Ta je inačica snimljena u rujnu, ali su potom članovi skupine shvatili da ne polažu autorska prava na skladbu i da je ne mogu objaviti. Emerson je kontaktirao s Ginasterinim izdavačima, koji su mu odgovorili da Ginastera ne odobrava nikakve obrade njegovih skladbi, ali su mu i poručili da osobno porazgovara s njim. Emerson je zatim odletio u Ženevu kako bi mogao sa samim Ginasterom raspraviti o problemu. Čim je čuo novi aranžman svoje skladbe, dopustio je Emersonu da se posluži njegovom skladbom; Emerson je naknadno komentirao: "Slušao je našu snimku skladbe "Toccata" na kasetofonu. Nakon nekoliko taktova zaustavio je snimku... i izjavio 'Dijabolično!' [...] [O]čekivao sam da će nam pokazati vrata. Slušao je našu stereo snimku u mono inačici. Skočio sam i prebacio u stereo u nadi da će još jednom poslušati [snimku]. Na kraju se ispostavilo da ga to ni najmanje nije zabrinjavalo. Još ju je jednom poslušao i izjavio 'Užasno!', što je zapravo bio kompliment. 'Srž moje glazbe uhvatili ste kao nitko drugi dosad', rekao je veliki maestro."
U Advisionu su zatim snimljene pjesme "Still....You Turn Me On" i "Jerusalem". Ta je inačica himne značajna po tome što predstavlja prvo korištenje polifonskog sintesajzera u povijesti, Moog Apollo, koji je u to doba bio samo Polymoogov prototip. Uz monofonski sintesajzer Lyra i Moog Taurus čini Moogov polifonski ansambl (Moog Polyphonic Ensemble), također poznat kao Konstelacija (the Constellation). Emerson se također služio Apollovim sintesajzerom na pjesmi "Benny the Bouncer", posljednjoj skladbi snimljenoj za uradak.

### Miksanje
Pjesme s albuma miksane su u prvom tjednu listopada 1973. u londonskom AIR Studiosu. Članovima skupine nije se svidjela prva miksana inačica uratka, pa je većina materijala ponovno miksana. Prve miksane inačice određenih pjesama objavljene su na nekim naknadnim reizdanjima albuma.

## Ilustracije i omot albuma
Budući da je skupini bila potrebna naslovnica za nadolazeći album, menadžer Manticore Recordsa Peter Zumsteg Emersonu je predstavio umjetnika Hansa Ruedija Gigera, koji je živio u Zürichu. U travnju 1973., dok je trajala europska turneja, skupina je ondje održala koncert dva dana zaredom. Nakon koncerta Emerson i Zumsteg posjetili su umjetnika. U to je vrijeme album nosio privremeni naslov Whip Some Skull on Ya, što je bio Mediousov izraz koji u prijevodu znači felacija. Giger je stjecajem okolnosti pod utjecajem glazbe dovršio triptih utemeljen na ilustraciji ljudske lubanje pod imenom Work 216: Landscape XIX. Kad je svojim gostima pokazao taj triptih, Emerson je odmah zaključio da bi to bila izvrsna naslovnica albuma.
| Bila je mračna i vrlo zloslutna. U mojim je očima predstavljala ELP-jevu glazbu.— Keith Emerson o ilustraciji H. R. Gigera |

Naslov je naknadno promijenjen u Brain Salad Surgery; ta fraza znači isto što i Whip Some Skull on Ya. Vjerojatno je preuzeta iz pjesme "Right Place, Wrong Time" Dr. Johna, koja je bila popularna u ljeto 1973. i sadrži stihove "I been running trying to get hung up in my mind, got to give myself a little talking to this time, just need a little brain salad surgery, got to cure this insecurity".
Giger je izradio dvije nove slike koje su otprilike odgovarale veličini omota gramofonske ploče pod imenom Work 217: ELP I i Work 218: ELP II. Skupina je izabrala prvu sliku za naslovnicu. Na njoj se nalazi za umjetnika karakteristična monokromatska ilustracija s motivom biomehanike, a uprizoren je industrijski mehanizam s ljudskom lubanjom i novim logotipom 'ELP', koji je također dizajnirao Giger i koji je tad postao glavni logotip sastava. Donji dio lubanje prekriva kružni ekran na kojem se nalaze usta i brada u mesnom obliku, ali i nešto nalik vrhu penisa ispod brade što izlazi iz cijevi s logotipom 'ELP'. Umjetnički je direktor Fabio Nicoli inzistirao na tome da omot albuma ne bi trebao biti izrađen na uobičajen način. Naslovnica je prepolovljena na sredini, a kružni ekran zalijepljen je na desni dio; naslovnica se može otvoriti poput vrata, što otkriva drugu sliku, na kojoj se nalazi cjelovito žensko lice (izrađeno prema liku Gigerove partnerice Li Tobler) čiji uvojci kose izrađeni od žica uokviruju njezine sklopljene oči i brojne ožiljke, među kojima su ožiljak u obliku simbola za beskonačnost i ožiljak nastao nakon lobotomije. Na ilustraciji se u početku nalazio cjeloviti penis, no takvu je ilustraciju diskografska kuća odbacila jer ju je smatrala pornografskom. Giger nije želio maknuti penis s naslovnice, pa je grupa zatražila drugog umjetnika da ga zračnim kistom pretvori u zraku jarkog svjetla. Stražnja je naslovnica potpuno crna i na njoj se nalazi veliki bijeli natpis 'Brain Salad Surgery'. Work 217: ELP I također je upotrijebljen i za sliku na samoj ploči; gramofonska osovina tako prolazi kroz usta. Izdanje na gramofonskoj ploči sastoji se od sklopiva postera na kojem se nalaze fotografije Emersona, Lakea i Palmera; te je fotografije izradila Rosemary Adams.
Nakon što je izložba Giger in Prague zaključena 31. kolovoza 2005., nestale su dvije izvorne slike veličine 34x34 cm izrađene akrilnim bojama na papiru, Work 217: ELP I i Work 218: ELP II; sumnja se na krađu. Do danas nisu pronađene.

## Objava
Prije nego što je uradak službeno objavljen, u britanskim je novinama New Musical Express 10. studenoga 1973. objavljen besplatni promidžbeni primjerak na flexi discu. Nalazio se u minijaturnom faksimilu izvornog omota albuma, sastojao se samo od jedne strane na 33 1⁄3 okretaja te su na nj bile uvrštene pjesma "Brain Salad Surgery" i isječci svih pet skladbi s nadolazećeg albuma. Budući da je snimljena kasnije od ostalih pjesama, naslovna se skladba nije pojavila na Brain Salad Surgeryju. Međutim, naknadno se našla na B-strani singla "Fanfare for the Common Man", koji se pojavio na drugom mjestu britanske ljestvice, i kompilaciji odbačenih studijskih snimki Works Volume 2 (1977.).
Diskografska kuća Manticore Records 19. je studenoga 1973. objavila Brain Salad Surgery u Ujedinjenom Kraljevstvu, i to u gramofonskoj, kasetnoj i 8-track inačici, a distribuirao ga je Atlantic Records. Prve su gramofonske ploče i njihovi omoti izrađeni u Sjedinjenim Državama zbog njihove neuobičajene konstrukcije. Bio je komercijalno uspješan i pojavio se na drugom mjestu Britanske ljestvice albuma, na kojoj je proveo 18 tjedana. Dana 1. ožujka 1974. dosegao je zlatnu nakladu za prodanih 100.000 primjeraka.
Iako su smatrali da je Lakeova akustična pjesma "Still....You Turn Me On" zvučala kao najbolji izbor za singl, Emerson, Lake i Palmer nisu je objavili kao singl jer Palmer nije svirao na njoj i jer je najmanje predstavljala album odnosno glazbeni stil na njemu. Umjesto te pjesme grupa je za singl izabrala svoju interpretaciju pjesme "Jerusalem", a za B-stranu tog singla izabrali su odbačenu studijsku snimku pjesme "When the Apple Blossoms Bloom in the Windmills of Your Mind I'll Be Your Valentine". Taj je singl objavljen 30. studenoga 1973., no nije se pojavio na britanskim glazbenim ljestvicama jer je BBC radiostanicama zabranio da je emitiraju.
Manticore je u prosincu 1973. objavio Brain Salad Surgery u istim inačicama kao u Ujedinjenom Kraljevstvu, a distribuirao ga je Atlantic. Iako za to tržište nije objavljen singl, album se popeo do 11. mjesta ljestvice Billboard 200 i ondje je ostao 47 tjedana, više od bilo kojeg drugog albuma Emerson, Lake & Palmera. U Sjedinjenim je Državama stekao zlatnu nakladu za 500.000 prodanih primjeraka.

### Reizdanja
Album je prvi put objavljen na CD-u 1986. godine; tu je inačicu masterirao Barry Diament. Najraniji primjerci na CD-u za američko tržište izrađeni su u Japanu. Godine 1987. na CD-u ga je u Zapadnoj Njemačkoj objavila RCA/Ariola pod Manticoreovom licencijom; bilo je to prvo izdanje albuma na kojem pjesma "Karn Evil 9" nije prekinuta (Iako su dijelovi te pjesme podijeljeni na više dijelova, na prijelazu između prvog i drugog dijela "1st Impressiona" nema postupnog stišavanja i pojačavanja zvuka). Otad je Brain Salad Surgery remasteriran, remiksan, objavljen u različitim proširenim i neproširenim inačicama; kao bonus pjesme često se pojavljuju odbačene studijske snimke skladbi "Brain Salad Surgery" i "When the Apple Blossoms Bloom in the Windmills of Your Mind I'll Be Your Valentine". Godine 1993. album je remasterirao Joseph M. Palmaccio. Godine 2000. Rhino Entertainment Company objavio je DVD-Audio na kojem je zvuk miksan u tehnici 5.1 surround sound; za taj su miks zaslužni John Kellogg i Paul Klingberg.
"Karn Evil 9: 1st Impression" zbog svojeg je trajanja izvorno podijeljen na dva dijela za inačicu na gramofonskoj ploči; prva strana završava postupnim stišavanjem, a druga strana počinje postupnim pojačavanjem zvuka. Na nekim je ranijim CD inačicama pjesma i dalje podijeljena, ali otad se uglavnom objavljuje kao jedna cjelovita skladba.
Godine 2008. diskografska kuća Sanctuary Records, tad podružnica Universal Music Groupa, izdala je deluxe inačicu albuma u sklopu 35. godišnjice njegove objave; sastoji se od remasteriranih skladbi raspoređenih na tri diska. Na prvom disku nalaze se izvorne pjesme s albuma, a remasterirao ih je Paschal Byrne. Na drugom disku nalaze se različite snimke i miksevi pjesama povezanih s Brain Salad Surgeryjem te dvije dodatne pjesme: "When the Apple Blossoms Bloom in the Windmills of Your Mind I'll Be Your Valentine" i "Brain Salad Surgery". Treći je disk hibridni SACD koji se sastoji od izvornog albuma u stereofonijskoj inačici i surround soundu.
Godine 2014. u ograničenoj je nakladi Legacy/Sony Music objavio box set sa šest diskova u ograničenoj nakladi. Prvi se disk sastoji od izvornog albuma, a remasterirao ga je Andy Pearce. Drugi se disk sastoji od dodatnih pjesama povezanih s Brain Salad Surgeryjem. Na trećem se disku nalazi novija stereofonijska inačica albuma. Na četvrtom se disku, DVD-audiju, nalaze izvorna i stereofonijska inačica u visokoj rezoluciji, kao i noviji miks 5.1 surround sound Jakka Jakszyka. Na petom disku, također DVD-audiju, nalaze se film The Manticore Special Documentary, fotogalerija i Gigerove izvorne ilustracije. Posljednji je disk gramofonska ploča od 180 grama na kojoj se nalazi izvorni album. Manja inačica s tri diska (prvim, drugim i četvrtim, no bez miksa u 5.1 surround soundu) u isto je vrijeme objavljena diljem svijeta. Za japansko je tržište za 40. godišnjicu objave albuma Victor Entertainment izdao inačicu na tri diska; na prvom se disku nalaze nove stereofonijske verzije pjesama i pjesme u 5.1 surround soundu, ali i izvorne stereofonijske inačice na DVD-audiju; na drugom disku nalazi se remasterirani album, a na trećem, pod imenom The Alternate Brain Salad Surgery, album s bonus pjesmama.

## Recenzije
Album je nakon objave dobio iznimno podijeljene kritike. Gordon Fletcher iz Rolling Stonea izjavio je da su se Emerson, Lake i Palmer na koncertima uspjeli riješiti "nedovoljno intenzivnih [pjesama] i manjka vrijednog materijala", ali da su te mane preplavile sve pozitivne odlike grupe u studiju i polučile stvari poput Brain Salad Surgeryja; taj je uradak nazvao "nažalost neujednačenim albumom skupine čije je tehničko umijeće jednako onom bilo kojeg britanskog trija". Dodao je da je tekst pjesme "Still....You Turn Me On" pomalo prenapuhan, dok je za pjesmu "Benny the Bouncer" izjavio da je "nepotreban i besmislen hir". Recenzija za The Village Voice Roberta Christgaua, koji nikad nije bio potpuno naklonjen albumima skupine, sastojala se samo od retoričkih pitanja; uratku je dao ocjenu "C-". S druge strane, Pete Erskine iz časopisa Sounds pozitivno je ocijenio uradak i nazvao ga "najurednijim i najmelodičnijim albumom [skupine] do danas i zasigurno njezinim [uratkom s najviše obilježja] rocka". Prije objave albuma u Sjedinjenim Državama u prosincu 1973. Billboard je recenzirao album i opisao ga kao "složeno, uzbudljivo zvučno iskustvo koje pokriva različite stvari – težak rock, graciozan jazz i poletne trenutke pop-glazbe".
Retrospektivne su kritike uglavnom pozitivne. AllMusicov recenzent Bruce Eder nazvao ga je "najuspješnijim i najuspjelijim albumom Emersona, Laka i Palmera, njihovim najambicioznijim i najglasnijim". Izjavio je da predstavlja "zenit do kojeg taj trio nikad više nije stigao niti namjeravao stići." U svojoj je recenziji box seta A Time and a Place za internetski časopis All About Jazz John Kelman izjavio da je Brain Salad Surgery "veličanstveno remek-djelo" i "neosporivi vrhunac". Uradak je naveden u knjizi 1,000 Recordings to Hear Before You Die, gdje je nazvan "najpotpunijim i odlučno bestidnim albumom ELP-a".
Godine 2005. časopisi Q Classic i Mojo postavili su album na peto mjesto svojeg popisa "40 Cosmic Rock Albums", objavljenom u posebnoj inačici časopisa, Pink Floyd & The Story of Prog Rock. Godine 2015. Rolling Stone proglasio ga je 12. najboljim progresivnim rock albumom svih vremena, a recenzent Will Hermes nazvao ga je "vidovitim i do grla u rocku".

## Turneja
Nakon što je miksanje albuma dovršeno u listopadu 1973., grupa je počela uvježbavati sviranje pjesama za nadolazeću svjetsku turneju kojom je namjeravala podržati album. Trajala je od 14. studenoga 1973. do 21. kolovoza 1974., tijekom nje održano je 100 koncerata, a sastojala se od četiri dijela: prvi dio održan je u Sjevernoj Americi (od 14. studenoga 1973. do 18. prosinca 1973., ukupno 28 nastupa); drugi dio također je održan u Sjevernoj Americi (od 24. siječnja 1974. do 6. travnja 1974., ukupno 29 nastupa); treći dio turneje odvijao se u Europi (od 18. travnja 1974. do 1. lipnja 1974., ukupno 26 nastupa); posljednji dio održan je u Sjevernoj Americi (od 26. srpnja 1974. do 21. kolovoza 1974., ukupno 17 koncerata).
Skupina je na pozornici uparila zahtjevnu glazbenu strukturu pjesama s teatralnim obilježjima, što je dovelo do kritika. Između ostalog Emerson je svirao glasovir dok se to glazbalo okretalo u zraku i zloupotrebljavao je Hammondove orgulje tako što je zabijao noževe u manuale, bacao orgulje po pozornici i ostavljao ih da odzvanjaju, a Palmer je svirao na bubnjarskom kompletu koje se okretalo. Skupina je sa sobom nosila gotovo 40 tona opreme za čije je postavljanje bilo potrebno pet sati; u opremi je među ostalim bila ploča s trideset kanala za upravljanje kvadrofonijskim javnim razglasom koje je skupini dodijelio International Entertainers Service, ali i rasvjetni sustav koji je dizajnirala Judy Rasmussen, koji se sastojao od velikih ljestvi na svakom kutu pozornice i dvaju lukova postavljenih iznad izvođača tijekom nastupa.
Koncert održan 2. veljače 1974. u glavnoj areni u Anaheim Convention Centeru u kalifornijskom gradu Anaheimu dokumentiran je na koncertnoj antologiji Welcome Back, My Friends, to the Show That Never Ends ~ Ladies and Gentlemen objavljenoj 19. kolovoza 1974. na tri diska. Veći dio koncerta također je emitiran na američkoj rock radioemisiji King Biscuit Flower Hour. Koncertni se album pojavio na 6. mjestu britanske ljestvice i 4. mjestu ljestvice Billboard 200, što je najviše mjesto koje je trio ikad zauzeo na toj ljestvici.
Vjerojatno najveći nastup održao se 6. travnja 1974., kad je skupina s Deep Purpleom nastupala na festivalu California Jam, koji se održavao na Ontario Motor Speedwayju u kalifornijskom gradu Ontariju, a u publici je bilo 350.000 obožavatelja. Televizijska mreža ABC, koja je sponzorirala festival, 7. svibnja i 10. lipnja 1974. prenosila je 55 minuta od ukupno dva i pol sata koncerta sastava. Preostale snimke cijelog nastupa Emersona, Lakea i Palmera dosad nisu objavljene (za razliku od snimki koncerta Deep Purplea, čiji je jednosatni koncert objavljen na različitim uradcima). Preživjele snimke ELP-ova koncerta objavljene su 2005. kao dio DVD-videa Beyond the Beginning. Zvučne snimke prvi su put objavljene 1998. na albumu Then & Now.
Nakon završetka turneje u kolovozu 1974. skupina je otišla na produženi odmor od snimanja i nastupa. Godine 1976. ponovno se okupila da bi radila na albumu Works Volume 1 (iz 1977.).

## Popis pjesama
| 1. | »Jerusalem«                            | William Blake       | Hubert Parry                                      | 2:44 |
| 2. | »Toccata« (instrumentalna skladba)     |                     | Alberto Ginastera, Carl Palmer (dio za udaraljke) | 7:23 |
| 3. | »Still...You Turn Me On«               | Greg Lake           | Lake                                              | 2:53 |
| 4. | »Benny the Bouncer«                    | Lake, Pete Sinfield | Keith Emerson                                     | 2:21 |
| 5. | »Karn Evil 9: 1st Impression – Part 1« | Lake                | Emerson                                           | 8:43 |

| Druga strana | Druga strana                                           | Druga strana   | Druga strana | Druga strana | Druga strana | Druga strana | Druga strana | Druga strana | Druga strana |
| Br.          | Skladba                                                | Tekstopisac    | Skladatelj   | Trajanje     |              |              |              |              |              |
| ------------ | ------------------------------------------------------ | -------------- | ------------ | ------------ | ------------ | ------------ | ------------ | ------------ | ------------ |
| 6.           | »Karn Evil 9: 1st Impression – Part 2«                 | Lake           | Emerson      | 4:47         |              |              |              |              |              |
| 7.           | »Karn Evil 9: 2nd Impression« (instrumentalna skladba) |                | Emerson      | 7:07         |              |              |              |              |              |
| 8.           | »Karn Evil 9: 3rd Impression«                          | Lake, Sinfield | Emerson      | 9:03         |              |              |              |              |              |
| 45:02        |                                                        |                |              |              |              |              |              |              |              |

| Bonus skladbe s remasterirane inačice albuma iz 2001. | Bonus skladbe s remasterirane inačice albuma iz 2001.                                | Bonus skladbe s remasterirane inačice albuma iz 2001. | Bonus skladbe s remasterirane inačice albuma iz 2001. | Bonus skladbe s remasterirane inačice albuma iz 2001. | Bonus skladbe s remasterirane inačice albuma iz 2001. | Bonus skladbe s remasterirane inačice albuma iz 2001. | Bonus skladbe s remasterirane inačice albuma iz 2001. | Bonus skladbe s remasterirane inačice albuma iz 2001. | Bonus skladbe s remasterirane inačice albuma iz 2001. |
| Br.                                                   | Skladba                                                                              | Tekstopisac                                           | Skladatelj                                            | Trajanje                                              |                                                       |                                                       |                                                       |                                                       |                                                       |
| ----------------------------------------------------- | ------------------------------------------------------------------------------------ | ----------------------------------------------------- | ----------------------------------------------------- | ----------------------------------------------------- | ----------------------------------------------------- | ----------------------------------------------------- | ----------------------------------------------------- | ----------------------------------------------------- | ----------------------------------------------------- |
| 9.                                                    | »Brain Salad Surgery«                                                                | Lake, Sinfield                                        | Emerson                                               | 3:08                                                  |                                                       |                                                       |                                                       |                                                       |                                                       |
| 10.                                                   | »When the Apple Blossoms Bloom in the Windmills of Your Mind I'll Be Your Valentine« | Lake                                                  | Emerson, Lake, Palmer                                 | 3:57                                                  |                                                       |                                                       |                                                       |                                                       |                                                       |
| 11.                                                   | »Excerpts from Brain Salad Surgery«                                                  |                                                       |                                                       | 5:59                                                  |                                                       |                                                       |                                                       |                                                       |                                                       |
| 58:06                                                 |                                                                                      |                                                       |                                                       |                                                       |                                                       |                                                       |                                                       |                                                       |                                                       |

## Zasluge
| Emerson, Lake & Palmer - Keith Emerson – orgulje, klavir, čembalo, klavinet, harmonika, Moogov sintesajzer, Moogov polifonski ansambl (poznat kao The Constellation, a sastoji se od polifonskog sintesajzera Apollo, monofonskog sintesajzera Lyra i bas-sintesajzera Taurus); računalni glas (na pjesmi "Karn Evil 9: 3rd Impression") - Greg Lake – vokali, gitara, bas-gitara, produkcija - Carl Palmer – bubnjevi, udaraljke, sintesajzeri koji simuliraju udaraljke | Ostalo osoblje - Geoff Young – tonska obrada (svih pjesama osim "Karn Evil 9: 1st Impression") - Chris Kimsey – tonska obrada (pjesme "Karn Evil 9: 1st Impression") - Barry Diament – masteriranje CD-a - H. R. Giger – naslovnica - Fabio Nicoli Associates – dizajn, umjetnički direktor - Rosemary Adams – fotografija |

## Ljestvice
| Ljestvica (1973. – 1974.) | Najviša Pozicija |
| ------------------------- | ---------------- |
| Australija                | 17               |
| Austrija                  | 5                |
| Francuska                 | 7                |
| Kanada                    | 10               |
| Norveška                  | 5                |
| Njemačka                  | 18               |
| SAD (Billboard 200)       | 11               |
| Ujedinjeno Kraljevstvo    | 2                |